# Carex ruthii
Carex ruthii är en halvgräsart som beskrevs av Kenneth Kent Mackenzie. Carex ruthii ingår i släktet starrar, och familjen halvgräs. Inga underarter finns listade i Catalogue of Life.